# Martin Rudolf Heland
Pour les articles homonymes, voir Heland.
Martin ou Mårten Rudolf Heland, né le 6 avril 1765 à Björkviks socken (sv) (province de  Södermanland) et mort le 26 mars 1814 à Stockholm, est un graveur chalcographe suédois.

## Biographie
Martin Heland est le fils de l'imprimeur Gustaf Mauritz Heland et de Sara Charlotta Aulin. Il reçoit l'enseignement de Johan Fredrik Martin, sous la direction duquel il gagne rapidement une rare habileté dans son art. Il apprend le dessin auprès de Masreliez.
À la mort de Jacob Gillberg en 1793, il est chargé de terminer la gravure de la médaille de Gustave III, jamais terminée. En même temps, en 1794, il exécute plusieurs gravures sur cuivre pour les volumes d'estampes de Berndt Henric Fredenheim (sv) du musée royal de sculptures.
En 1802, il se rend à Paris, où il pratique l'aquatinte, apprise auprès de Johan Fredrik Martin : il apparaît à son retour en 1806 comme un maître de cette technique. Cependant, une dépression met un terme à sa carrière d'artiste.

## Œuvres
Parmi ses nombreuses œuvres, il convient de mentionner :
- Kaffebeslaget, une scène de genre d'après Per Nordquist (sv),
- Perspective sur Forsmark et Sturehof,
- une variété de planches pour le Voyage pittoresque au Cap Nord de Anders Fredrik Skjöldebrand (1801-1802),
- les gravures de l'édition anglaise des Écrits de Gustave III.

Pendant son séjour à Paris, Martin Rudolf Heland est remarqué pour ses gravures d'après des dessins de Emanuel Limnell. 

### Œuvres en collection publique
Martin Rudolf Heland est représenté, entre autres, au Musée national de Stockholm.
- Course de traîneaux à Brunnsviken, 1800-1814, Stockholm, Musée nordique.

### Galerie

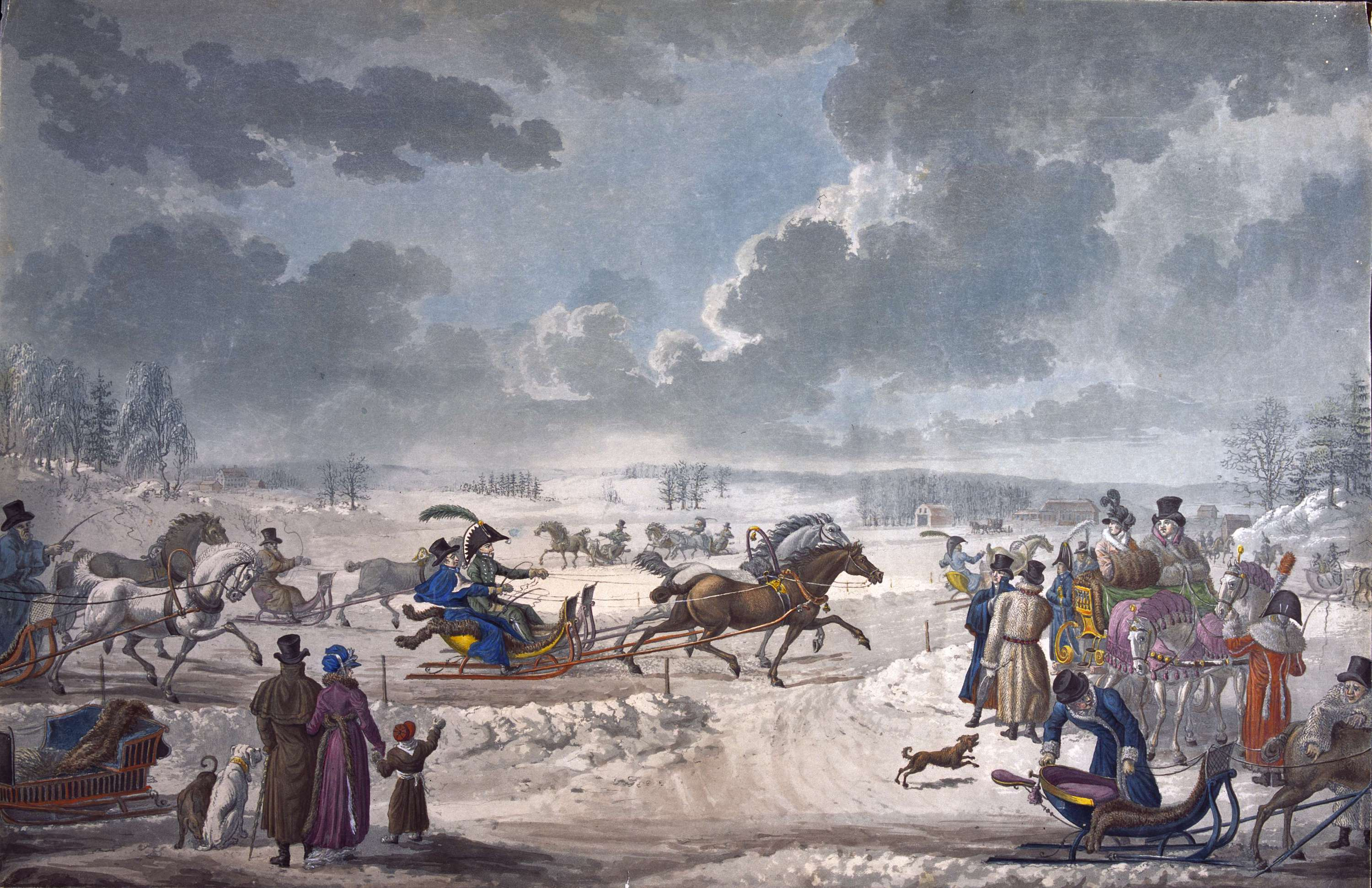
Course de traîneaux à Brunnsviken
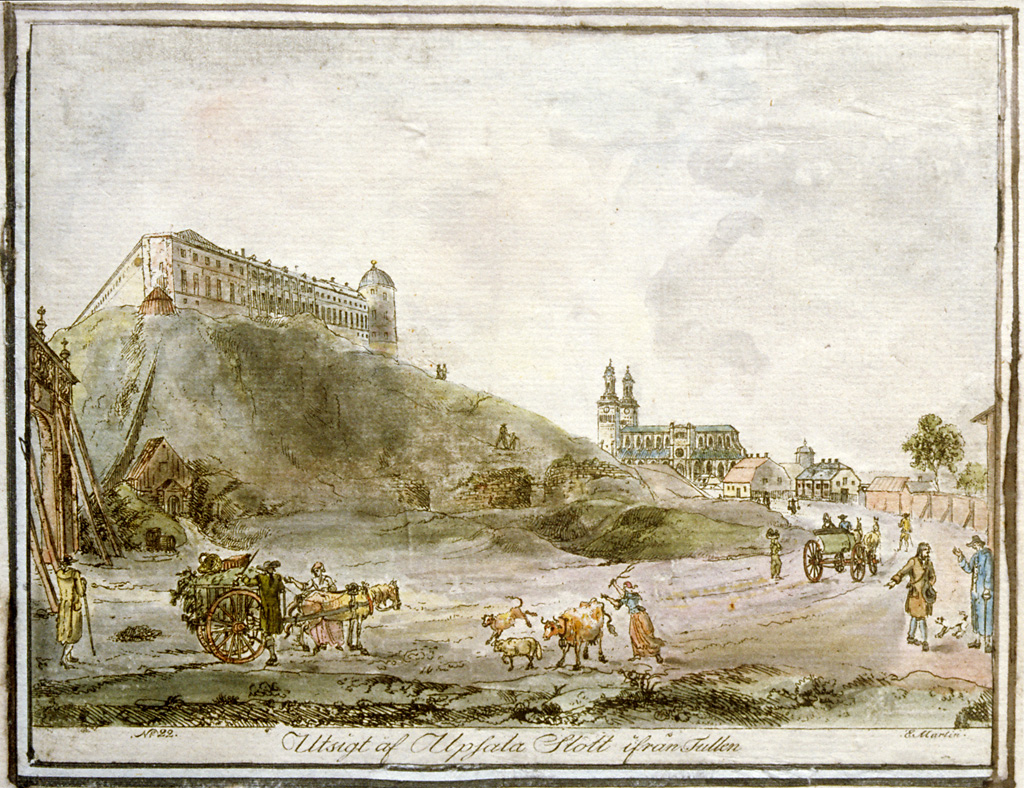
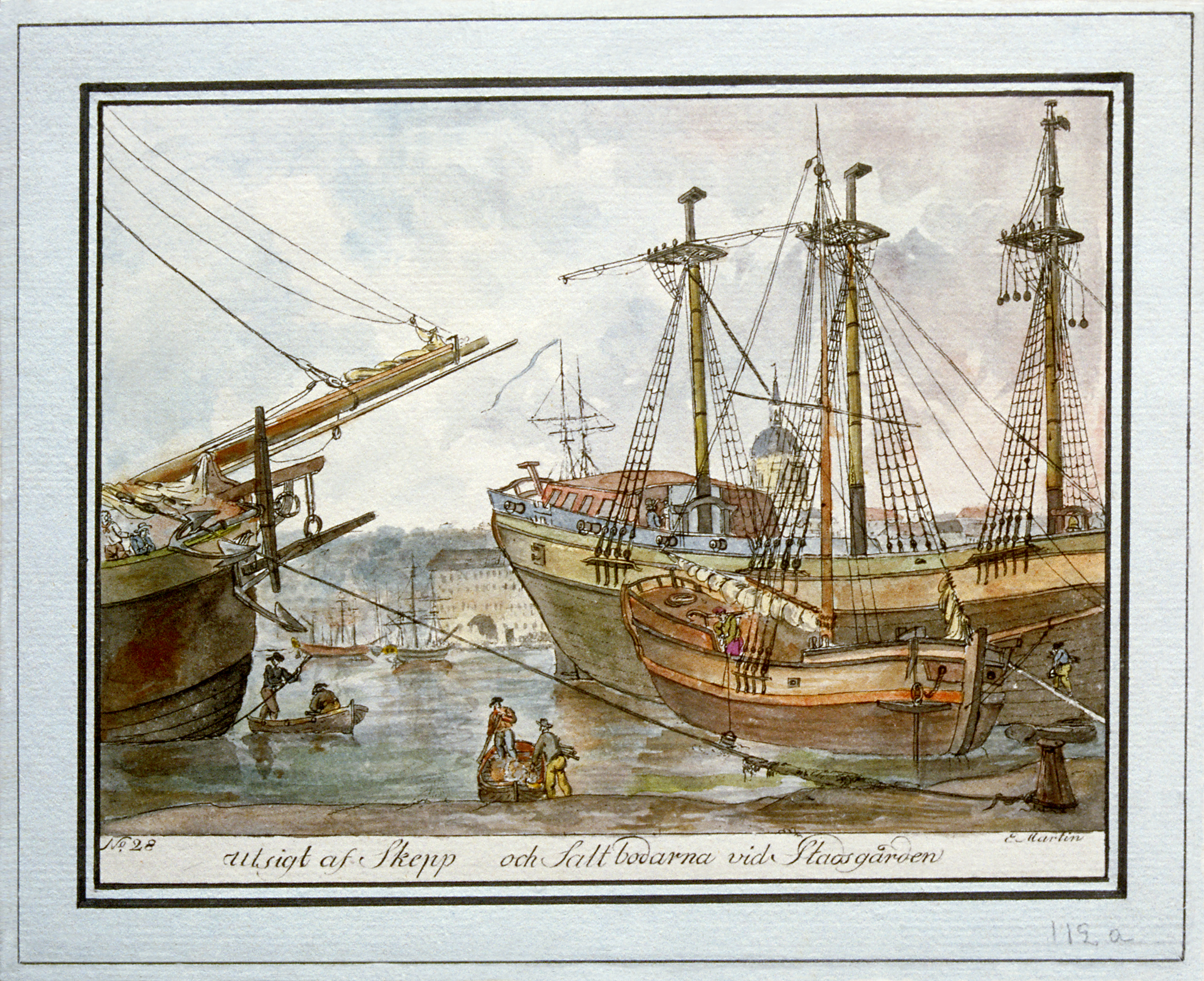
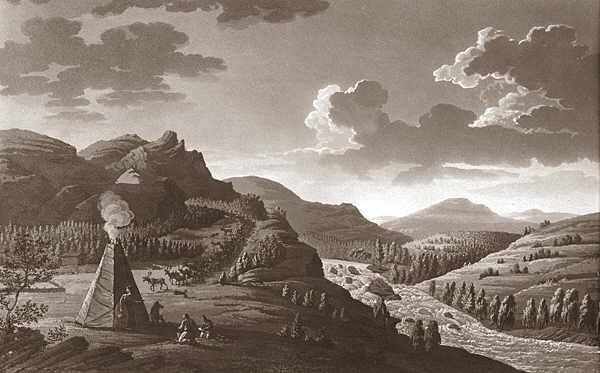
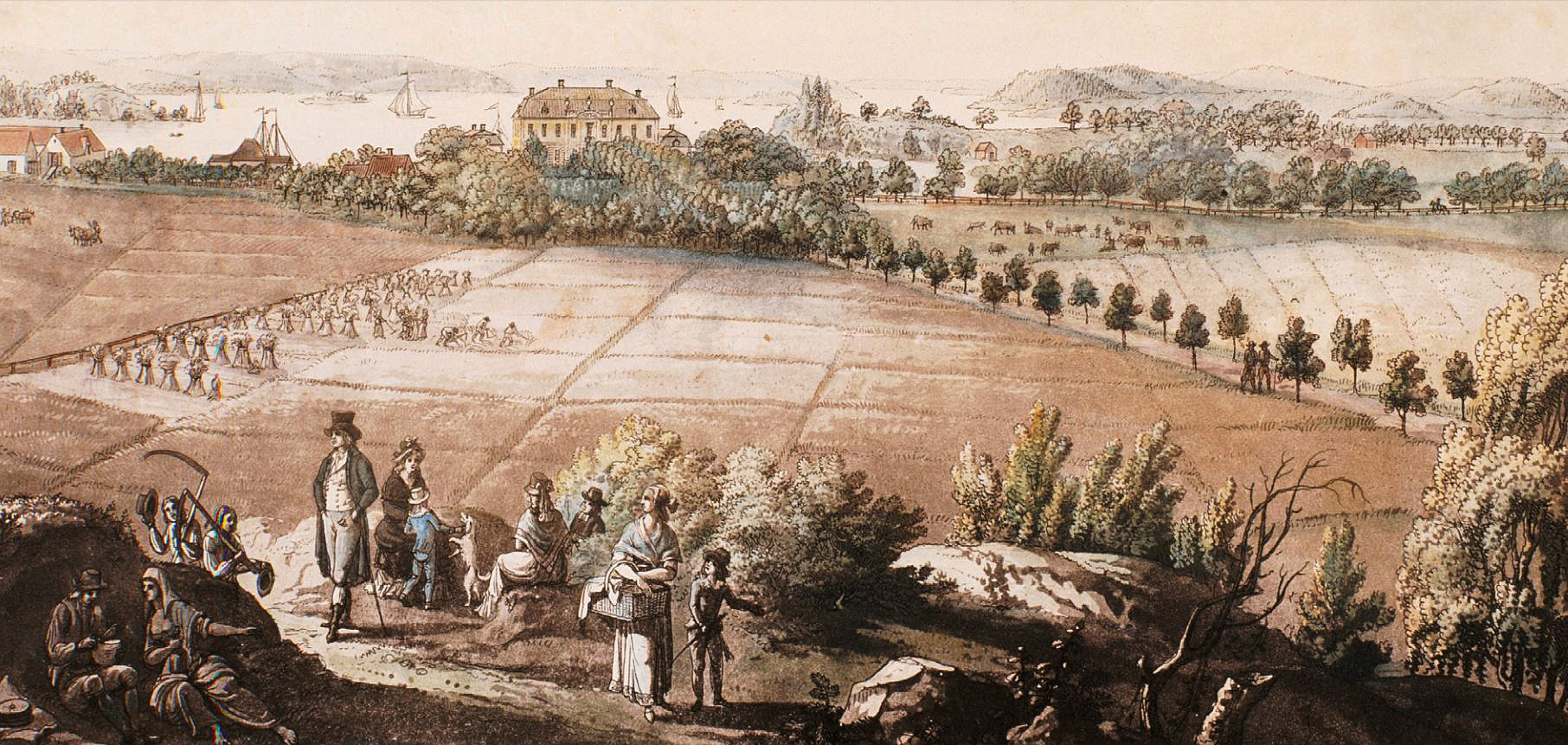
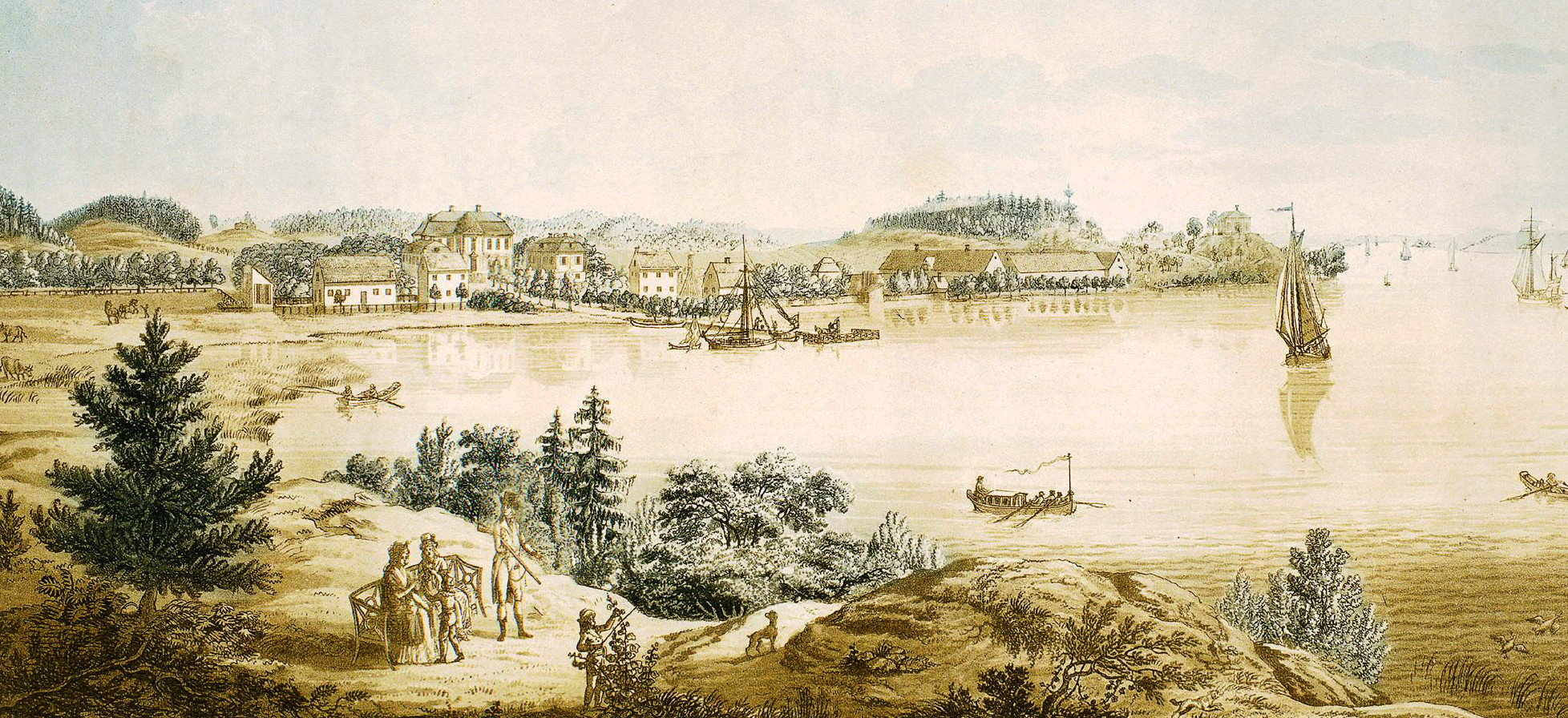